# マフディー・カーミル
マフディー・カーミル（アラビア語: مهدي كامل شلتاغ、Mahdi Kamel Shiltagh またはMahdi Kamil Shiltagh、1995年1月6日-）は、イラクのプロサッカー選手。イラク・プレミアリーグのアル・ザウラーSC所属、ポジションはMF。サッカーイラク代表。カーメルとも。
日本語の報道などでは「マハディ・カミル・シルタフ」、「メフディー・カミール」「マフディ・カミル・シルターフ」「シルター」と表記される場合がある。

## 来歴

### 代表
2013 FIFA U-20ワールドカップに出場。同大会ではグループリーグの対チリ戦で1ゴールを決めている。
AFC U-22選手権2013の優勝メンバー。同選手権では対日本戦にも出場した。2014年のアジア大会出場、グループリーグの対日本戦にも出場した。
AFCアジアカップ2015出場。
2018年W杯ロシア大会のアジア最終予選では、2017年6月13日にホーム（内戦のためイランで開催された）で行われた第8節の日本戦で、同点ゴールを決めた。